# Elkhart Lake
Elkhart Lake est une localité américaine située dans le comté de Sheboygan, au Wisconsin.

## Tourisme
Le Siebkens Resort est un établissement hôtelier inscrit au Registre national des lieux historiques depuis le 17 décembre 2020. 